# Thomas Legh, 2. Baron Newton
Thomas Wodehouse Legh, 2. Baron Newton PC (* 18. März 1857; † 21. März 1942) war ein britischer Politiker der Liberal Party, der unter anderem zwischen 1915 und 1916 Paymaster General war.

## Leben
Er war der Sohn von William John Legh, der zwischen 1859 und 1865 sowie von 1868 bis 1885 Abgeordneter des House of Commons war und durch ein Letters Patent vom 27. August 1892 als 1. Baron Newton, of Newton-in-Makerfield in the County of Lancaster in den erblichen Adelsstand erhoben wurde.
Am 16. August 1886 wurde er ebenfalls Abgeordneter des Unterhauses und vertrat dort bis zum 15. Dezember 1898 den Wahlkreis Newton. Nach dem Tod seines Vaters erbte er am 15. Dezember 1898 dessen Titel als 2. Baron Newton und wurde damit Mitglied des House of Lords.
Während der Amtszeit von Premierminister Herbert Henry Asquith war er von 1915 bis Dezember 1916 Generalzahlmeister (Paymaster General) und wurde zugleich auch Mitglied des Privy Council.
Aus seiner am 24. Juli 1880 geschlossenen Ehe mit Evelyn Caroline Bromley Davenport, einer Tochter des langjährigen Unterhausabgeordneten William Bromley Davenport, gingen drei Kinder hervor, darunter Richard William Davenport Legh, der nach seinem Tod den Titel als 3. Baron Newton erbte.